# Ștefan Gușă
Ștefan Gușă sau Gușe (n. 17 aprilie 1940, satul Spătaru, comuna Costești, județul Buzău – d. 28 martie 1994) a fost un general român, care a îndeplinit funcția de șef al Marelui Stat Major al Armatei Române în ultimii ani ai regimului Ceaușescu (1986-1989).
A făcut parte din echipa de generali trimisă de Nicolae Ceaușescu la Timișoara la 17 decembrie 1989, fiind prezent acolo în perioada în care a avut loc represiunea din 17-20 decembrie 1989 în urma căreia au murit 73 de persoane. În anul 1997, în rechizitoriul Parchetului Militar prin care au fost trimiși în judecată generalii Victor Atanasie Stănculescu și Mihai Chițac, a fost învinuit și generalul Gușă, dar în cazul său procesul n-a putut avea loc ca urmare a decesului.

## Biografie
Ștefan Gușă s-a născut la data de 17 aprilie 1940, în satul Spătaru din comuna Costești (județul Buzău). După absolvirea Liceului "B.P. Hasdeu" din Buzău, a urmat Școala Militară de Ofițeri Activi de Tancuri și Auto de la Pitești (1957-1960), absolvită ca șef de promoție.
După absolvirea Școlii de ofițeri, a fost avansat la 22 august 1960 la gradul de locotenent în cadrele active ale Forțelor Armate. A îndeplinit funcțiile de comandant al Plutonului 2 tancuri din Compania a 4-a a Regimentului 68 Tancuri și Autotunuri (1960-1961), apoi comandant de pluton și de companie la Școala Militară de Ofițeri de Tancuri și Auto din Pitești (1961-1966). În această perioadă, a fost avansat la gradul de locotenent major (30 decembrie 1963), iar peste numai doi ani, la 30 decembrie 1965, la cel de căpitan, în mod excepțional.
Între anii 1966-1972, Ștegan Gușă a urmat cursurile de la Facultatea Militară Tehnică, secția Tancuri și Auto din cadrul Academiei Militare Generale din București, absolvite cu diploma de inginer. Remarcat în timpul facultății, este desemnat să îndeplinească funcția de șef al grupei de studii și avansat la gradul de maior la 30 decembrie 1971. Pentru o scurtă perioadă (martie - octombrie 1972) predă ca șef de lucrări la Catedra de tehnică de tancuri și auto a facultății.

Ștefan Gușă, tânăr ofițer

La data de 7 octombrie 1972 este numit în funcția de comandant al Regimentului 6 Tancuri "Ion Buteanu", din cadrul Armatei a 3-a, pe care o va deține până la 13 august 1976. În această perioadă, este avansat din nou în mod excepțional la gradul de locotenent-colonel la 23 august 1974 și urmează Cursul postacademic de perfecționare, Secția arme întrunite (1 decembrie 1975 - 31 mai 1976), timp în care este înlocuit temporar de la comanda regimentului.
Perfecționându-și în mod continuu pregătirea militară, este numit la data de 13 august 1976 în funcția de șef de stat major al Diviziei 6 Tancuri "Horia, Cloșca și Crișan", fiind avansat ulterior la gradul de colonel inginer (23 august 1979), din nou înainte de expirarea duratei de stagiu în grad.
Ștefan Gușă devine la data de 10 noiembrie 1981 comandant al Diviziei 6 Tancuri "Horia, Cloșca și Crișan", al cărei șef de stat major fusese timp de cinci ani și urmează apoi un curs de perfecționare a pregătirii pe linie de organizare-mobilizare (1 august - 30 noiembrie 1978) și Cursul postacademic superior (15 septembrie 1982 - 14 iulie 1983). A fost înaintat la gradul de general-maior (cu o stea) în 23 august 1984. A fost printre singurii ofiteri ingineri din Armata care a indeplinit functii de comanda la unitati de lupta operative.
La data de 25 septembrie 1986, generalul-maior Ștefan Gușă este promovat în funcția de prim-adjunct al ministrului apărării naționale și de șef al Marelui Stat Major al Armatei Române. În perioada cât s-a aflat la conducerea Armatei Române, au fost elaborate noi regulamente privind desfășurarea acțiunilor de luptă la diferite eșaloane, instrucțiuni și dispoziții specifice epocii și situației geopolitice a României.

## Activitatea în timpul Revoluției din decembrie 1989
La data de 17 decembrie 1989, fiind aflat în funcția de șef al Marelui Stat Major al Armatei Române, a fost trimis la Timișoara, împreună cu un colectiv de generali, pentru a reprima revoluția care începuse în acest oraș și de a cărei izbucnire erau acuzate agenturile străine de spionaj.
Generalul Gușă este practic luat prin surprindere de amploarea manifestațiilor de protest și, după două zile de lupte, bate în retragere, neputând continua represiunea începută în 17 decembrie:
„Dacă între 15 și 20 decembrie 1989, protestul cetățenilor Timișoarei cuprindea un număr important de manifestanți fără legătură explicită cu apartenența lor la una sau alta dintre instituții, începând cu 20 decembrie, revolta s-a extins și a cuprins aproape toate colectivele de pe platformele industriale ale orașului. Semnalul l-a dat întreprinderea ELBA, ai cărei muncitori au refuzat să reia lucrul în dimineața zilei de 19 decembrie 1989. Primul-secretar al județului, Radu Bălan, este trimis urgent de Ion Coman să-i convingă pe muncitori să reia lucrul. Încercarea este ratată. Muncitorii îi cer șefului județului să răspundă la întrebări care nu se refereau la producție sau la salarii, ci la evenimentele petrecute în oraș : cine a ordonat să se tragă în populație, unde sunt morții Timișoarei, de ce au fost arestați oameni nevinovați ? Generalul Gușă - Șeful Marelui Stat Major Român - care condusese represiunea împotriva manifestanților, încearcă să-l recupereze pe primul-secretar însă este silit de muncitori să ordone retragerea militarilor de la porțile întreprinderii. Practic generalul se întoarce la sediul comandamentului militar cu ajutorul unui ofițer din gărzile patriotice, întrucât echipajul său îl abandonase. Evenimentele de la întreprinderea ELBA se transmit cu mare viteză către celelalte întreprinderi care decid să declanșeze greva generală”—Alexandru Oșca
Prin relatarea care o va face ulterior, Gușă neagă responsabilitatea sa în represiunea sângeroasă și pozează în erou: "Am evitat un dezastru recuperând tancurile ajunse în mâinile răsculaților Timișoarei, dar n-am executat ordinele de reprimare și nici pe acelea de a-i aresta pe cei din clădirea Operei" , declară el mai târziu într-un interviu acordat jurnalistului militar, col. George Vasile. Din declarațiile sale, ar reieși că din 20 decembrie, ora 15:30, ar fi fost silit să dea ordinul de retragere a armatei în cazărmi: "În momentul când mi-am dat seama de sensul și proporțiile luptei populare, am oprit orice amestec al armatei în desfășurarea evenimentelor". 
Generalul Gușă raportează la ora 14.20 ministrului Apărării Naționale că: “demonstranții au trecut peste cordoanele de militari și scandează în fața sediului Comitetului Județean de Partid: «Libertate!», «Armata e cu noi!». Încerc, conform ordinului dumneavoastră, să repliez trupele în cazărmi“. La ora 15.30, toți militarii și tehnica de luptă se aflau deja în unități. În seara zilei următoare a vrut să se întoarcă la București, dar ministrul Vasile Milea i-a cerut să rămână la Timișoara. "Unii s-au grăbit să ia avionul spre București. Am avut, o clipă, impresia că vor să mă facă pe mine răspunzătorul pentru ceea ce făcuseră alții. Dar m-a sunat Milea și mi-a spus: "Ștefane, rămâi acolo și mai ales ai grijă de tine!". Am rămas." 
După evacuarea lui Nicolae Ceaușescu la 22 decembrie 1989, se reîntoarce la București, unde află de numirea de către Ceaușescu a generalului-locotenent Victor Atanasie Stănculescu în funcția de ministru interimar al Apărării Naționale, după sinuciderea generalului Vasile Milea. Este nevoit să accepte decizia lui Stănculescu care dăduse ordin trupelor armatei să se întoarcă în cazărmi, trecând de partea Revoluției .
Este cooptat de Ion Iliescu în grupul său în seara zilei de 22 decembrie 1989. La ora 19,00, lansează, din clădirea CC al PCR, un mesaj pentru retragerea populației de pe străzi pentru a permite noilor autorități instaurate să-și desfășoare activitatea de asigurare a liniștii și de instaurare a unui curs nou în România.
„Vă vorbește generalul-maior Gușe. Cetățeni ai Romăniei noi, armata și poporul sunt stăpâni pe situație aproape în întreaga țară. Mai sunt cuiburi izolate de disperați care încearcă să ne distrugă ceea ce am cucerit. Nu au reușit și nu vor reuși. Toată populația să treacă în liniște la lucru, pentru a putea aproviziona cu cele necesare copiii, bătrânii, femeile, întreaga populație. Să restabilim liniștea în aceste momente istorice, dar și dificile. Vă rog să dați dovadă de mult patriotism, de dragoste de țară. Să instaurăm cât mai repede cursul nou al vieții. Totul trebuie să intre în normal cât mai repede. Acționați împotriva celor care încearcă să ne destabilizeze, împotriva celor care încearcă să spargă magazinele. Apărați valorile noastre naționale. Să acționăm pentru a asigura liniștea țării, suveranitatea și integritatea teritorială a României. 
.”—Ștefan Gușă
În calitatea sa de Șef al Marelui Stat Major, refuză să ceară ajutorul trupelor sovietice sau ale altor țări din Tratatul de la Varșovia pentru a ajuta Armata Română la restabilirea ordinii. După cum a declarat el însuși, "mi s-a spus că mor oameni. Dar m-am gândit câți au murit când am mai avut trupe străine în țară și am refuzat orice intervenție străină. Poate am greșit. Poate am fost prea categoric…".
Sergiu Nicolaescu a declarat în presă, că generalul Gușă a vrut să dea o lovitură de stat în seara zilei de 23 decembrie 1989, dar nu a găsit suport la comandanții armatei.
În declarația făcută în iunie 2005 la Secția Parchetelor Militare, în dosarul mineriadei din 13-15 iunie 1990, fostul președinte Ion Iliescu afirmă că gen. Ștefan Gușă i-a propus în data de 24 decembrie 1989 să lanseze un mesaj către populație pentru ca aceasta să se retragă de pe străzi, deoarece nu mai este nevoie și ar muri oamenii degeaba. El ar fi solicitat pentru ca să se dea Armatei sarcina de a asigura siguranța și cetățenilor. Dar, membrii CFSN nu au fost de acord.
O comisie guvernamentală de investigare a evenimentelor din 1989 de la Timișoara, condusă de Viorel Oancea, a propus în 1990 trimiterea sa în judecată pentru participare la reprimarea revoluției. În anul 1997, în rechizitoriul Parchetului Militar prin care au fost trimiși în judecată generalii Victor Atanasie Stănculescu și Mihai Chițac s-a constatat și vinovăția generalului Gușă - dar în cazul său procesul n-a putut avea loc ca urmare a decesului.

## Activitatea ulterioară

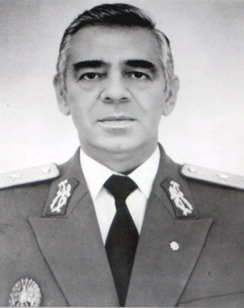
General-maior ing. Ștefan Gușă, șeful Marelui Stat Major al Armatei Române (1986-1989)

La data de 28 decembrie 1989, a fost eliberat din funcția de șef al Marelui Stat Major și numit ca șef de stat major și prim-locțiitor al comandantului Armatei a 4-a, cu garnizoana la Cluj (28 decembrie 1989 - 26 februarie 1990). Generalul-maior Ștefan Gușă a fost înaintat la gradul de general-locotenent (cu 2 stele) la 11 ianuarie 1990.
La scurtă vreme după revoluție, a fost numit în funcția de comandant al Armatei a 2-a, al cărei comandament era dislocat la Buzău (26 februarie 1990 - 28 martie 1994). A ctitorit biserica din satul Spătaru.
S-a îmbolnăvit de cancer osos, iar în ultimele trei luni din viață a stat întins pe spate și complet nemișcat pe patul unui spital din Viena. Știind că va muri, fiind bolnav incurabil și întrebat de către un jurnalist de la ce i se trage boala, generalul a afirmat: "Poate, dar nu sunt sigur, de la acea cafea (n.n. cafeaua băută în noaptea de 22/23 decembrie 1989). După ce am băut-o m-am simțit tot mai rău. Pe 30 decembrie 1989, seara, m-am întâlnit cu ai mei la Predeal și nu mă mai recunoșteau. Am ieșit anul trecut din spital. Am mințit că mă simt bine și am plecat în aplicație. Dar mi-a fost tot mai rău. Am fost o săptămână, pentru investigații, la o clinică din Paris. Mi-au sosit analizele de la Viena. Dumnezeule, cu ce am greșit?" 
Generalul Gușă a murit de cancer osos la data de 28 martie 1994.
Boala generalului Gușe s-a dovedit a fi reală. Despre moartea acestuia, credem folositor să amintim spusele domnului Valentin Gabrielescu, președintele Comisiei Senatoriale “Decembrie 1989″: “Nu este nici o îndoială în faptul că generalul Gușe a murit normal. Era bolnav de multă vreme de cancer, așa că orice variantă în legătură cu dispariția suspectă a generalului nu-și are rostul” (“Timișoara” 5 aprilie 1994).

## Înmormântarea sa
A fost înmormântat cu onoruri militare în curtea bisericii din satul natal (Spătaru, Buzău), ctitorită de general. La 25 octombrie 1997, a fost dezvelit ansamblul funerar ridicat de către Fundația "General Ștefan Gușă" în curtea bisericii din satul Spătaru.

## Decorații
- Medalia „Virtutea ostășească” clasa I (10 august 1964) „pentru merite deosebite în opera de construire a socialismului, cu prilejul celei de a XX-a aniversări a eliberării patriei”[12]

## Proteste
În conferința de presă din 1 aprilie 1994, Asociația 17 Decembrie a protestat împotriva cultului personalității de care a beneficiat Generalul Gușă, încă din 1993, prin lucrarea lui Pavel Coruț, intitulată Să te naști sub steaua noastră !  și continuată mai apoi prin Fundația pe care și-a creat-o pentru propria sa glorificare.

## Fundația "General Ștefan Gușă"
La data de 9 ianuarie 1997 a fost înființată Fundația „General Ștefan Gușă”, ca fondatoare fiind Daniela Veronica Gușă de Drăgan, fiica generalului și soția omului de afaceri Iosif Constantin Drăgan. Fundația are ca misiune de a asigura popularizarea personalității generalului Ștefan Gușă.
Printre acțiunile desfășurate enumerăm: 
- ridicarea și îngrijirea monumentului său funerar și a ctitoriei sale din satul Spătaru,
- editarea unei cărți despre activitatea generalului,
- organizarea de conferințe și simpozioane dedicate memoriei generalului,
- modernizarea unor spații din instituțiile în care a studiat sau a lucrat generalul Ștefan Gușă (amenajarea unei săli de protocol la Școala Militară de Aplicație pentru Tancuri și Auto "Mihai Viteazul" din Pitești, refacerea plăcilor de onoare din marmură pe care sunt dăltuite numele șefilor de promoție și comandanților Școlii),
- instituirea unor burse și premii pentru tinerii studioși încadrați în învățământul militar (premiu anual pentru fiecare șef de promoție care va absolvi cursurile Școlii Militare de Aplicație pentru Tancuri și Auto "Mihai Viteazul" din Pitești),
- turnarea de medalii sau atribuirea numelui sau unei unități militare, unor străzi,
- comemorarea oficială a generalului
- editarea de volume dedicate cunoașterii istoriei recente a României etc.[necesită citare]

## Citate

### Pro
„Conștiința mea și a camarazilor mei va purta pe veci povara neputinței de a exprima la adevăratele sale dimensiuni, recunoștința, pentru patriotismul de care a dat dovadă în vâltoarea evenimentelor din decembrie 1989, marcând poate decisiv viitorul națiunii române. Amn convingerea fermă că istoria va așeza în Pantheonul eroilor neamului figura generalului comandant, iar amintirea sa va fi păstrată pururi neîntinată în conștiința poporului român, ca un mare luptător pentru adevăr și dreptate..”—General-maior Eugen Bădălan, condamnat definitiv pentru abuz și furt din bunurile armatei, și acuzat de crimă în timpul Revoluției.

### Contra
„Asociația 17 Decembrie protestează împotriva cultului personalității generalului Ștefan Gușă, declanșat cu prilejul morții acestuia. Reamintim că mulți membri ai asociației noastre au fost împușcați sau au rude omorâte datorită ordinelor date în decembrie 1989 de generalul Gușă. Dacă după revoluție, România ar fi devenit un stat de drept și dacă președintele Ion Iliescu n-ar fi desființat pedeapsa cu moartea, generalul Gușă ar fi trebuit adus în fața plutonului de execuție. Prezentarea lui, printr-o propagandă interesată, ca un erou al neamului, face parte dintr-o campanie de falsificare a istoriei revoluției care nouă, luptătorilor în revoluție, ne trezește dezgustul”—Asociația 17 Decembrie
„Domnul Gușă a demascat cu înverșunare exagerarea numărului morților revoluției. Pe acest fond Gușă a încercat minimalizarea numărului victimelor. Morții din Timișoara nu erau «nici mii, nici sute, nici chiar zeci», spune domnia sa. După datele Procuraturii au fost totuși 73 de morți la Timișoara înainte de 22 decembrie, adică un adevărat măcel. Apreciem că interviul publicat de Pavel Coruț se înscrie printre încercările, deja banalizate, de prezentare a oamenilor mânjiți cu sânge românesc în decembrie 1989 drept eroi ai neamului. Nădăjduim că opinia publică nu se va lăsa înșelată de acest fel de propagandă .”—România Liberă, 7 decembrie 1993